# زن قصاب
زن قصاب (به انگلیسی: The Butcher's Wife) فیلمی محصول سال ۱۹۹۱ و به کارگردانی تری هیوز است. در این فیلم بازیگرانی همچون دمی مور، جف دانیلز، جرج دزوندزا، فرانسیس مک‌دورمند، مارگارت کالین، مری استینبورگن، مکس پرلیچ، میریام مارگولیس، کریستوفر دورانگ، لوئیس آوالوس، هلن هنف، الیزابت لارنس و دایان سالینجر ایفای نقش کرده‌اند.